# Świdwin (gemeente)

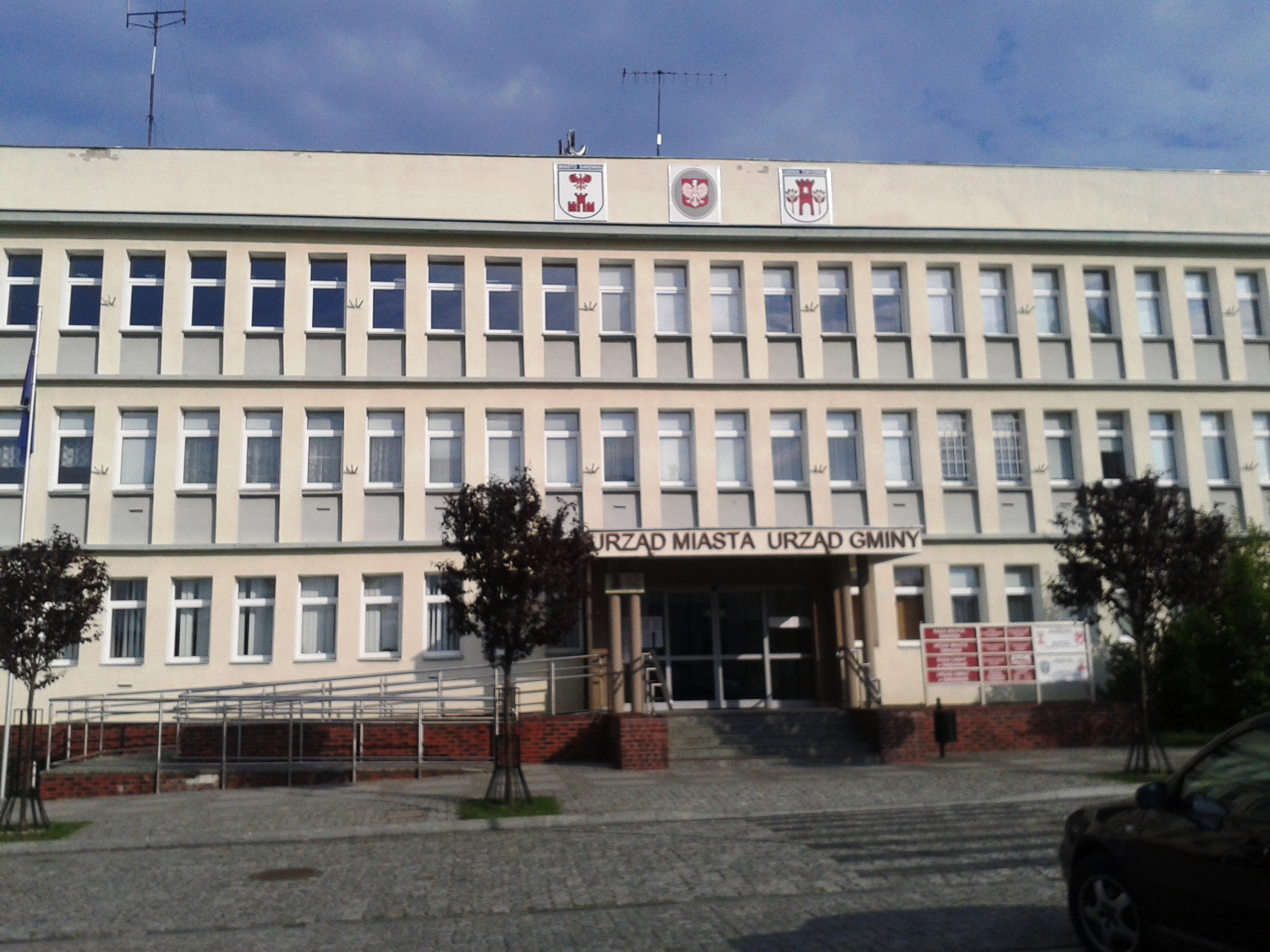
Stad en Commune Office Świdwin

De gemeente Świdwin (gmina Świdwin) is een gemeente met 6120 inwoners (2010) in de Poolse powiat Świdwiński in West-Pommeren. Bestuurscentrum is de stad Świdwin, die zelf geen deel uitmaakt van de landgemeente. De gemeente beslaat een oppervlakte van 247,34 km², 22,6% van de totale oppervlakte van de powiat.
Aangrenzende gemeenten:
- Świdwin (miejska), Brzeżno, Połczyn-Zdrój, Rąbino en Sławoborze (powiat Świdwiński)
- Ostrowice (powiat Drawski)
- Łobez en Resko (powiat Łobez)

## Demografie
Stand op 30 juni 2004:
| Omschrijving                   | Totaal | Totaal | Vrouwen | Vrouwen | Mannen | Mannen |
| ------------------------------ | ------ | ------ | ------- | ------- | ------ | ------ |
| eenheid                        | aantal | %      | aantal  | %       | aantal | %      |
| inwoners                       | 6165   | 100    | 3032    | 49,2    | 3133   | 50,8   |
| bevolkingsdichtheid (inw./km²) | 24,9   | 24,9   | 12,3    | 12,3    | 12,7   | 12,7   |

De gemeente heeft 12,5% van het aantal inwoners van de powiat. In 2002 bedroeg het gemiddelde inkomen per inwoner 1571,08 zł.

## Plaatsen
Administratieve plaatsen (sołectwo) van de gemeente Świdwin (Duits: Schivelbein):
- Bełtno (Boltenhagen), Berkanowo (Berkenow), Bierzwnica (Reinfeld), Bystrzyna (Beustrin), Cieszeniewo (Ziezeneff), Cieszyno (Teschenbusch), Kluczkowo (Klützkow), Krosino (Grössin), Lekowo (Leckow), Łąkowo (Lankow), Niemierzyno (Nemmin), Oparzno (Wopersnow), Osowo (Wussow), Półchleb (Polchlep), Przyrzecze (Wartenstein), Rogalino (Röglin), Rusinowo (Rützenhagen), Sława (Alt Schlage), Smardzko (Simmatzig), Stary Przybysław (Pribslaff) en Świdwinek (Neu Schivelbein).

Zonder de status sołectwo :
- Bedlno, Blizno, Buczyna, Bystrzynka, Czarnolesie (Kielmhof), Dobrowola (Louisenthal), Głuszkowo (Holzkathen), Gola Dolna (Nieder Göhle), Gola Górna (Ober Göhle), Karpno (Kolanushof), Kartlewo (Kartlow), Kawczyno, Kleśnica, Klępczewo (Klemzow), Kluczkówko, Kłośniki (Hinterfeld), Kowanowo (Schönfeld), Krasna (Fischersruh), Kunowo (Kuhnow), Lipce (Liepz), Miłobrzegi (Friedensburg), Nowy Przybysław (Neu Pribslaff), Przybyradz (Bullenberg), Przymiarki (Ankerholz), Psary (Stadthof), Rogalinko (Schäferei), Rycerskie Dobra, Rycerzewko (Neu Ritzerow), Szczytniki, Śliwno (Fülgen), Wierzbnica en Ząbrowo (Semerow).

## Partnergemeenten
- Sanitz (Duitsland, sinds 2004)